# Call of Juarez: Gunslinger
Call of Juarez: Gunslinger (з англ. Поклик Хуареса: Стрілець) — це відеогра, шутер від першої особи, розроблена польською студією Techland і спочатку видана Ubisoft. Вона була випущена для Microsoft Windows, PlayStation 3 і Xbox 360 у травні 2013 року. У березні 2018 року права на публікацію гри перейшли від Ubisoft до Techland. У грудні 2019 року гру було перенесено на Nintendo Switch. Це четверта гра в серії Call of Juarez, хоча в оповіді вона не пов'язана з трьома попередніми частинами (Call of Juarez, Call of Juarez: Bound in Blood і Call of Juarez: The Cartel).
Гра розповідає про Сайласа Грівза, мисливця за головами на Заході Америки в другій половині 19 століття. Розповідаючи свою історію групі відвідувачів салону в 1910 році, Сайлас стає дедалі грандіознішими і в них важко повірити, де він полює на Роско «Рустливого Боба» Браянта, коли він або об'єднується, або бореться з легендами Дикого Заходу, такими як Біллі Кід, Пет Гарретт, Ньюмен Гейнс Клентон, Джонні Рінґо, Кучерявий Білл Броціус, Генрі Пламмер, Джон Уеслі Хардін, військовий загін Чирікауа, банда Далтона, Джордж Каррі, Кід Каррі, Бутч Кессіді, Санденс Кід, Джессі Джеймс і Френк Джеймс.
Після того, як «Картель» змінив дію серіалу з Дикого Заходу на сучасний, «Стрілець» повернув серію у західне середовище. Створюючи гру, дизайнери дуже намагалися відновити репутацію бренду Call of Juarez після критично осудженого та комерційно неуспішного The Cartel. Повертаючись до сюжету Дикого Заходу в перших двох іграх серії, дизайнери вирішили зосередитися на важливості оповідання історій у створенні міфів. Взявши за основу структуру оповіді Bastion, вони мали на меті використати ненадійного оповідача гри, щоб дослідити тонку межу між фактом і вигадкою в створенні легенд про деяких найвідоміших постатей Заходу.
Gunslinger отримав загалом позитивні відгуки: критики високо оцінювали оповідання, швидку механіку стрільби в аркадному стилі, графіку, озвучку та гумор. Багато хто також вважав, що гра досить хороша, щоб стерти спогади про The Cartel. Критика була зосереджена на передбачуваній кінцівці та поверхневих битвах з босами. Порт комутатора також отримав загалом позитивні відгуки та отримав похвалу за його точність оригіналу, хоча деякі критики висловили сумніви щодо елементів керування. Гра мала комерційний успіх, ставши другою найбільш продаваною лише цифровою грою Ubisoft у 2013 році після Far Cry 3: Blood Dragon.

## Ігровий процес
Call of Juarez: Gunslinger — це шутер від першої особи, в якому, на відміну від попередніх ігор із серії Call of Juarez, доступний лише один персонаж — мисливець за головами Сайлас Грівз. Кожен рівень у грі містить серію основних цілей, які потрібно виконати послідовно, коли гравець переміщається по карті. Доступна зброя включає шестизарядні автомати, швидкі стрільби, рейнджери, дробовики, обрізні рушниці, гвинтівки, обрізні рушниці та динаміт. Унікальну та потужнішу зброю також можна розблокувати під час проходження гри.
Кампанія ведеться у формі історії Сайласа, який швидко зарекомендував себе як ненадійного оповідача. Оскільки його аудиторія кидає виклик суперечностям у його все більш грандіозних історіях, Сайлас часто переглядає історію, що може призвести до різких змін у ігровому середовищі. Наприклад, є перестрілка, якої, як визнає Сайлас, не було, історія буквально «перемотується», щоб дозволити йому змінити свою розповідь; поява та негайне зникнення військової групи апачів; цілий розділ рівня, який Сайлас виявляє як те, чого не сталося; поява персонажа без пояснень, що змушує Сайласа повернутися назад і створити певний наративний контекст; сцена, в якій Сайлас опиняється в пастці в печері, поки не згадує вихід, який потім буквально утворюється перед гравцем; частина рівня, яка проходить три рази, з великими відмінностями між кожним проходженням, оскільки кожен раз інший персонаж розповідає історію; рівень, на якому погода змінюється кілька разів, оскільки Сайлас змінює пору року; поява і негайне зникнення групи Пінкертонів; рівень, який починається з Сайласа в поїзді без пояснень, як він туди потрапив, доки хтось не вкаже на це пропуск; рівень починається знову, перш ніж Сайлас сяде на борт; рівень, на якому розповідь зупиняється, коли Сайлас йде до туалету, і ми чуємо, як інші персонажі обговорюють достовірність його історій, перш ніж він повертається та продовжує свою історію.
Call of Juarez: Gunslinger — це шутер від першої особи, в якому, на відміну від попередніх ігор із серії Call of Juarez, доступний лише один персонаж — мисливець за головами Сайлас Грівз. Кожен рівень у грі містить серію основних цілей, які потрібно виконати послідовно, коли гравець переміщається по карті. Доступна зброя включає шестизарядні автомати, швидкі стрільби, рейнджери, дробовики, обрізні рушниці, гвинтівки, обрізні рушниці та динаміт. Унікальну та потужнішу зброю також можна розблокувати під час проходження гри.
Кампанія ведеться у формі історії Сайласа, який швидко зарекомендував себе як ненадійного оповідача. Оскільки його аудиторія кидає виклик суперечностям у його все більш грандіозних історіях, Сайлас часто переглядає історію, що може призвести до різких змін у ігровому середовищі. Наприклад, є перестрілка, якої, як визнає Сайлас, не було, історія буквально «перемотується», щоб дозволити йому змінити свою розповідь; поява та негайне зникнення військової групи апачів; цілий розділ рівня, який Сайлас виявляє як те, чого не сталося; поява персонажа без пояснень, що змушує Сайласа повернутися назад і створити певний наративний контекст; сцена, в якій Сайлас опиняється в пастці в печері, поки не згадує вихід, який потім буквально утворюється перед гравцем; частина рівня, яка проходить три рази, з великими відмінностями між кожним проходженням, оскільки кожен раз інший персонаж розповідає історію; рівень, на якому погода змінюється кілька разів, оскільки Сайлас змінює пору року; поява і негайне зникнення групи Пінкертонів; рівень, який починається з Сайласа в поїзді без пояснень, як він туди потрапив, доки хтось не вкаже на це пропуск; рівень починається знову, перш ніж Сайлас сяде на борт; рівень, на якому розповідь зупиняється, коли Сайлас йде до туалету, і ми чуємо, як інші персонажі обговорюють достовірність його історій, перш ніж він повертається та продовжує свою історію.
У грі також є численні дуелі, як правило, в кінці рівня. У цих перестрілках гра перемикається в режим від третьої особи, і персонаж і ворог протистоять один одному. На екрані є два індикатори — фокус і швидкість руки. Гравець повинен використовувати подвійні аналогові джойстики (або мишу та клавіатуру) і намагатися керувати обома датчиками, щоб досягти якомога більшого відсотка. Датчик фокусування має бути над ворогом, і чим вищий відсоток фокусування, тим меншим стає калібр і точнішим буде постріл. Датчик швидкості тримає руку гравця якомога ближче до рушниці, не торкаючись її, і чим вищий відсоток швидкості, тим швидше буде витягнута рушниця. Гравець має два варіанти в кожній дуелі: він може зробити нічию раніше за свого супротивника та отримати ганебне вбивство з нижчими балами або дочекатися, поки опонент завершить нічию, і отримати почесне вбивство з вищим балом.
Крім кампанії, є також аркадний режим і режим дуелі. В аркадному режимі гравець може вибрати один із трьох різних класів персонажів, кожен зі своїми сильними та слабкими сторонами. Потім їм доведеться зіткнутися з хвилями ворогів у локаціях, взятих із кампанії, але модифікованих спеціально для аркадної гри. У режимі Duel гравець послідовно дуелює з усіма ворогами кінця рівня з кампанії, маючи п'ять життів, щоб перемогти всіх 15 супротивників.

## Сюжет
Гра починається в Абіліні, штат Канзас, у 1910 році, коли легендарний мисливець за головами Сайлас Ґрівз заходить до салону й починає балувати присутніх (саркастичний чоловік на ім'я Джек, старожил на ім'я Стів, бармен Моллі, підліток на ім'я Дуайт і бармен, Бен) з розповідями про його пригоди.

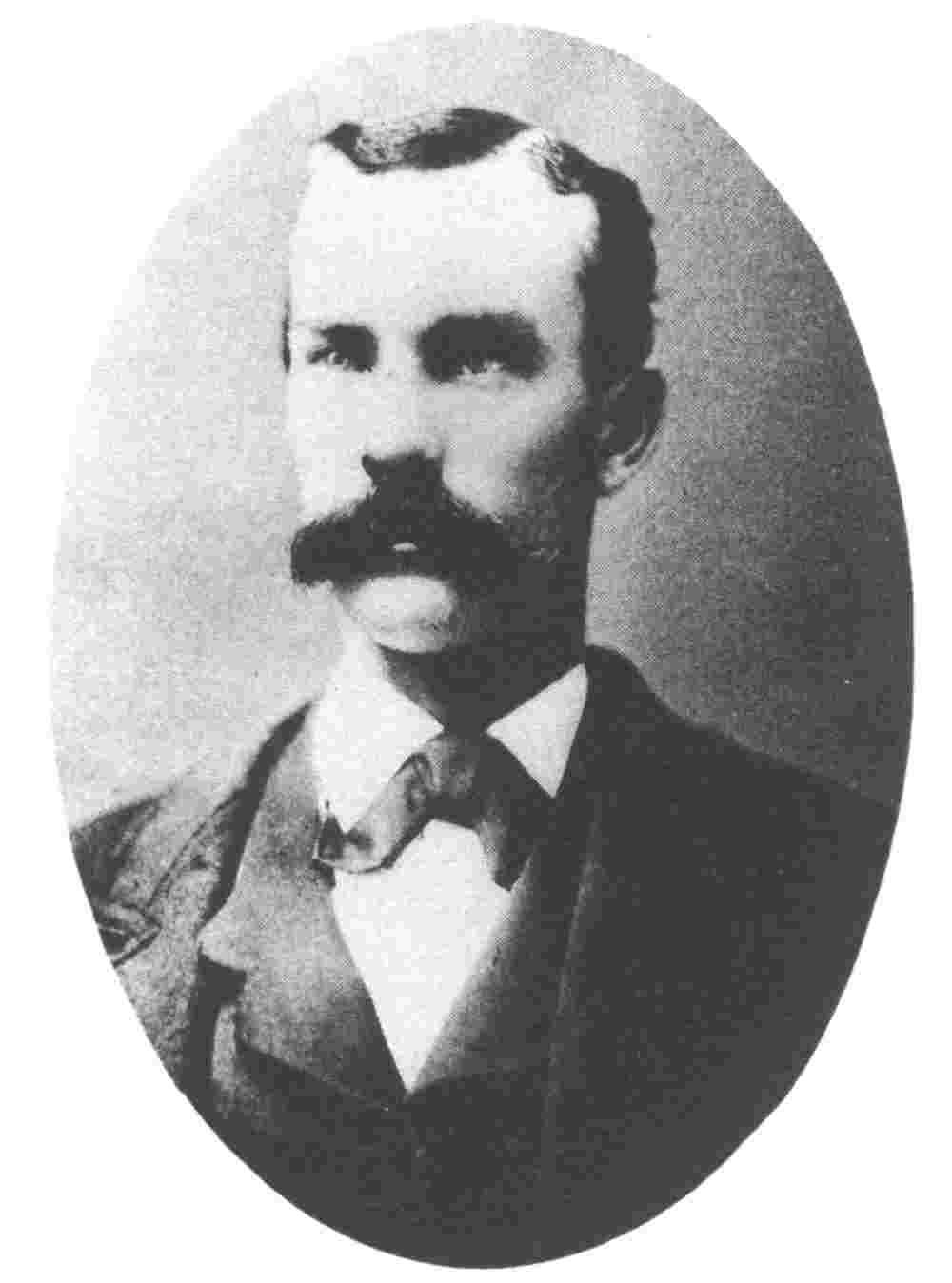
Джонні Рінґо, одна з цілей Сайласа

Він розпочинається на території Нью-Мексико в грудні 1880 року. У розпал війни округу Лінкольн Сайлас перебуває з Регуляторами, групою, яку очолює Біллі Кід. Він полює на чоловіка на ім'я Роско «Боб» Браянт, який їздить з бандою Джона Кінні, заклятими ворогами Регуляторів. Після того, як на їхню схованку напав загін під проводом Пета Гаррета, Біллі та Сайласа заарештовують, поміщають у в'язницю Лінкольна та засуджують до повішення. Однак через чотири місяці Біллі організовує втечу з в'язниці, і вони з Сайласом втікають. Прямуючи до Мексики, Сайласа наймають Руралес, щоб вистежити ковбоїв округу Кочіз. Сайлас особливо прагне отримати в свої руки ковбоя Джонні Рінго, колишнього знайомого Боба. Він відслідковує банду до каньйону Гуадалупе, вбиваючи багатьох з них, включаючи їх лідера, Ньюмена Хейнса Клентона. Невдовзі після цього він вистежує залишилися Ковбоїв, які тепер очолює Кучерявий Білл Броціус, до Айрон-Спрінгс, штат Аризона. Сайлас вбиває Білла, а через кілька місяців він вистежує Рінґо, також убиваючи його.
Отримавши добрі гроші за смерть Кучерявого Білла та Рінґо, Сайлас розуміє, скільки грошей можна заробити на полюванні за головами. Згодом він вистежує та вбиває Генрі Пламмера, колишнього шерифа Баннака, штат Монтана, якого звинуватили в очолюванні банди вбивць і злодіїв під назвою «Невинні». Далі він вистежує Джона Веслі Гардіна, якого заарештовує. Потім його наймають для полювання на знахаря Чирікауа, відомого як Сірий Вовк, який очолив військовий загін проти армії США в помсту за неспровоковану бійню на весіллі його дочки. Однак Сірому Вовку вдається втекти від Сайласа — єдиного поза законом, якому це вдалося. Далі він відстежує та перемагає банду Далтона після їхньої катастрофічної спроби пограбувати два банки одночасно в Коффівілі, штат Канзас.
Потім Сайлас пояснює, що хоче смерті Боба, тому що в 1868 році в Хуаресі Боб, Рінго та Джим Рід були відповідальними за смерть двох старших братів Сайласа та ледь не вбили самого Сайласа. Повертаючись до його розповіді, у червні 1899 року Сайлас чує, що Боб їде з Дикою Зграєю. Однак після протистояння та вбивства Джорджа Каррі Сайлас не знаходить і сліду Боба. Через п'ять років він дізнається, що банда знову зібралася під керівництвом Кіда Каррі. Він вистежує їх до Парашюта, штат Колорадо, знищуючи більшість із них, перш ніж зіткнутися з Каррі, який насміхається з нього, кажучи, що Боб у Болівії з Бутчем Кессіді та Санденсом Кідом. Розчарований, він вбиває Каррі.
Потім Сайлас повертається до листопада 1881 року, коли Джим Рід їхав із бандою Джеймса-Янгера. Перервавши спробу пограбування залізниці Рок-Айленд поблизу Вінстона, Міссурі, Сайлас стикається з Джессі Джеймсом і ранить його. Джим і Френк Джеймс тікають в Озаркс, але Сайлас швидко знаходить Френка, який вказує йому на Джима. Згодом Сайлас знаходить і вбиває Джима.
За шість місяців до того, як Сайлас відвідує Ейбілін, він чує, що Бутч і Санденс, яких вважають мертвими, повернулися до Сполучених Штатів. Сподіваючись, що Боб буде з ними, Сайлас вистежує їх до міста-привида в хребті Вітряної річки. Ставлячи під сумнів власну моральність, він зазначає, що «до цього моменту в моїй легендарній кар'єрі я вбив більше людей, ніж Боб Браянт будь-коли». Потім він стикається з привидами чоловіків, з якими він стикався. Зрештою він стикається з Бутчем і Санденсом, убивши їх обох. Але знову ж таки, Боба немає жодних ознак.
У цей момент Джек втрачає нерви на Сайласа, звинувачуючи його в тому, що він все вигадав. Тоді Сайлас відкриває, що Бен насправді Боб. Гравець має вибір: убити Боба або залишити його живим. Якщо гравець вирішує вбити його, ставлення всіх до Сайласа змінюється. Моллі йде за шерифом, а Стів виводить із салону приголомшеного Дуайта, якого він називає «молодим Ейзенхауером». Коли Сайлас йде, Стів запитує його, куди він йде, на що той відповідає: «Це не має значення? Я продав свою душу заради помсти». Якщо гравець вирішить не вбивати Боба, Сайлас визнає, що став холоднокровним убивцею, і він не може згадати, яким було життя до того, як він почав шукати помсти. Він запитує у Дуайта його ім'я, і йому кажуть, що це Дуайт Ейзенхауер. Коли він дізнається, що Дуайт прямує до Вест-Пойнта, Сайлас каже йому: «Не руйнуй світ із злості та злості, як це зробив я. Ти будуєш його вгору. Ви робите щось гідне зі своїм життям». Гра закінчується, коли він виходить із салону.

## Розробка

### Повернення на Дикий Захід
Перший натяк на гру з'явився 23 листопада 2011 року, коли Ubisoft надіслала електронний лист через UPlay зареєстрованим власникам The Cartel із запитанням, яка гра Call of Juarez є їхньою улюбленою і як би вони оцінили сам The Cartel. Електронний лист також містив серію ігрових налаштувань із запитами до гравців, яку б вони найбільше хотіли бачити в «ще не анонсованій» грі, серед варіантів «полювання на розбійника в Скелястих горах», «врятування невинної людини про бути повішеним», «охорона форту проти групи розбійників», «захист поїзда» та «запобігання розграбуванню розбійниками золотої копальні».
Ні слова, ні духу не було більше, до 5 вересня 2012 року, коли на офіційній сторінці Call of Juarez у Facebook було оновлено зображення ковбоя, що сидить у барі, і дату «09.06.12», написану вище. Gunslinger було анонсовано наступного дня, а Ubisoft повідомила, що Techland знову займається розробкою, і що гра буде лише цифровою бюджетною назвою для Microsoft Windows (через UPlay і Steam), PlayStation 3 (через PlayStation Store) і Xbox 360 (через Xbox Live Arcade). Вони підкреслили, що в грі будуть представлені легендарні персонажі Дикого Заходу, такі як Біллі Кід, Пет Гаррет, Вятт Ерп, Бутч Кессіді та Джессі Джеймс, і що вперше в серії буде застосована система прогресування навичок на основі очок досвіду. використовується, дозволяючи гравцям налаштовувати свій стиль бою під час гри.
Говорячи про те, чому команда повернулася на Дикий Захід після створення The Cartel у сучасності, міжнародний бренд-менеджер Techland Блажей Краков'як заявив: «Ми зробили це з кількох причин, але в основному через те, що ми чули від шанувальників і того факту, що ми готові повірити, що це місце, де серіал належить». Подібним чином асоційований продюсер Ubisoft Ніколас Джой сказав, що провал і негативна реакція фанатів на The Cartel були повчальними, визнаючи, що вони пробували з грою речі, які просто не спрацювали; «Ми засвоїли багато уроків з точки зору організації виробництва, цінності виробництва, яку ми повинні вкласти в гру, на чому зосередитися». На PAX 2013 бренд-менеджер Ubisoft Аймерік Евенну повторив і Краков'яка, і Джойе, визнавши, що франшиза повинна залишитися на Дикому Заході, і що The Cartel зазнав невдачі; «це місце, де належить бренду. Ми спробували щось інше, але тепер ми повністю віддані тому, щоб догодити шанувальникам».
Однак дизайнери хотіли зробити більше, ніж повернутися на Захід просто заради цього чи просто тому, що цього хотіли фанати. Натомість їхні прагнення пішли далі, і Краков'як пояснив: «просто повернутися до того, що спрацювало, точно не є нашими амбіціями. Ми хочемо рухатися вперед у частині оповідання історій та стороні геймплея». Дійсно, Techland знав, що ще одна недоброякісна гра вб'є франшизу, а експерт з дизайну Ксав'є Пенін, який також брав участь у написанні сценарію, заявив: «Ми були на місії врятувати бренд Call of Juarez, буквально».

### Дослідження
Як і у випадку з оригінальним «Покликом Хуареса» та «Зв'язаним у крові», команда провела багато історичних досліджень під час підготовки до виробництва. Однак, як і в обох цих іграх, вони не дозволяли історичній дійсності рабськи диктувати весь зміст гри. Натомість вони знайшли щось на зразок між фактами, якими ми їх знаємо, та міфами, які сформувалися навколо них. За словами Краков'яка, ми дізнаємося правду, а потім ігноруємо її половину, тому що це те, чого всі очікують, так все насправді працює в нашій свідомості. Ми не хочемо чути, що Біллі Малюк не вбив двадцять одну людину, він убив, можливо, лише сімох. Знайти цей баланс між правдою та легендою цікаво.
Подібно до того ж, він заявив: «Ми не думаємо, що було б справді цікаво зосереджуватися лише на історії. Це як із піратами. У нас занадто багато романтичних уявлень і очікувань щодо них».
До зброї в грі підійшли подібним чином, з одним оком на історичну точність і іншим на міф, досягнувши «балансу між реалізмом і веселощами». У деяких ранніх тестах геймплея зброя поводилася так само, як і в реальності, але, за словами Краков'яка, "це було невесело. Тож ми зробили її точнішою, швидшою тощо. Це саме те, що ми зробили з Bound in Blood.

### Розповідь
З точки зору наративу гри, який усвідомлено є сумішшю фактів і вигадки, Джой пояснює, що на ранніх стадіях розробки команда намагалася звузити те, що робить цей період історії таким специфічним, і «що ми придумали були історії, легенди, суміш між міфом і правдою. Тож ми справді зосередилися на оповіді та оповіді».
Контур історії був задуманий продюсером Кшиштофом Носеком і письменником Рафалом В. Орканом, які принесли її постійному автору Techland, Гарісу Оркіну, без персонажів або конкретних елементів історії. Бажаючи, щоб фактична розповідь була такою ж важливою, як і сама розповідь, вони сказали Оркіну, що сюжетна лінія повинна бути структурована як Бастіон, завдяки чому речі в ігровому світі змінюватимуться на очах гравців, виходячи з того, що говориться в розповіді.. Оркіну сподобалася ця ідея, оскільки вона відповідала тому, як спочатку складалися легенди Заходу — міфи та перебільшення переважали факти та реальність, і тому питання правди проти прикрас стало основною частиною історії; «Ми вирішили, що наш оповідач буде ненадійним і що світ зміниться разом зі зміною історії. Я подумав, що це ідеально імітує те, як спочатку була написана історія Заходу». Оркіна особливо надихнули фільми Джона Форда «Людина, яка застрелила Ліберті Веланса» (1962) і «Маленька велика людина» Артура Пенна (1970), обидва з яких мають на меті міфи, які перемагають реальність у суспільній свідомості. Цитата з Ліберті Веланса: «коли легенда стане фактом, надрукуй легенду» стала центральною ідеєю сценарію Оркіна.
Про використання ненадійного оповідача Оркін каже: Я думав, що використання цього ненадійного оповідача допоможе нам вирішити проблему оповіді, яка завжди присутня в шутерах. Лудонарративний дисонанс, термін, який вперше ввів Клінт Хокінг, означає, коли механіка гри безпосередньо стикається з наративом та історією. Більшість ігрових персонажів шутерів — жорстокі масові вбивці, які вбивають сотні, якщо не тисячі. Проте ми все одно хочемо, щоб гравець вірив, що людина, яку він керує, має совість і не є повним маніяком-убивцею. У «Стрілеці» оповідач перебільшує свої подвиги, щоб покращити історію та перетворити себе на більшого героя, ніж він міг бути. Оскільки гравець грає у свою історію, має сенс (і висміює факт), що він/вона може перемогти сотні ворогів поодинці.
Френк Ітон, на якому частково базувався Сайлас.
Сам Сайлас був частково заснований на персонажі Клінта Іствуда в трилогії «Долари» Серджіо Леоне та частково на Френку Ітоні.

### Стиль і графіка
Важливість оповідання і збіг між фактами та міфами також стала важливою для графічного стилю гри. У багатьох кат-сценах використовується естетика коміксів, окремі панелі розповідають динамічну історію. За словами Краков'яка, це має на меті постійно підкріплювати у гравця думку про те, що він грає через історію, розказану кимось, хто може бути не зовсім правдивим; «Все це поєднання історичної правди та легенд, побудованих навколо цього, тому стиль коміксів, здається, створений спеціально для чогось подібного».
Ось чому дизайнери вибрали графічний стиль у грі, затінений cel; "Це майже реалістично. Але ми застосовуємо підхід з невеликим затіненням, тому все виглядає трохи як історія «Героя Дикого Заходу».

### Видалення сторінки в Steam
31 березня 2018 року, без будь-яких вказівок на те, чому, The Cartel і Gunslinger були видалені зі Steam, PlayStation Store і Xbox Live. 12 квітня Ubisoft пояснила, що причиною видалення було «згідно з умовами угоди, права на ліцензування та публікацію Call of Juarez: The Cartel і Call of Juarez: Gunslinger повернулися до Techland, а інші залишаються активними для Ubisoft. Це Ось чому нещодавно було видалено кілька назв, але, як ми розуміємо, Techland працює над тим, щоб повернути ці назви». Gunslinger повернувся на всі три платформи 30 квітня, а Techland заявив: «Оскільки Techland Publishing просувається вперед як провідний видавець, ми раді вітати Call of Juarez: Gunslinger у нашому видавничому підрозділі».

### Порт на Nintendo Switch
8 жовтня 2018 року сторінку Call of Juarez у Facebook було оновлено вперше за п'ять років, додавши банер із Сайласом і слоганом «Легенди ніколи не вмирають». На іншому новому зображенні Сайлас стоїть над каньйоном із цитатою: «Я не був тут багато років». 9 жовтня версія гри для Nintendo Switch була оцінена Комітетом з оцінки розважального програмного забезпечення.
17 жовтня Techland розіслав ігровим журналістам листівки на тему Дикого Заходу з плямами від кави, іконографією, що відповідає епосі, і зображенням Сайласа, який грає в гру на Nintendo Switch. Листівка також обіцяла відкриття 24 жовтня. Це відкриття виявилося оголошенням про перенесення.

## Сприйняття
| Загальна оцінка | Загальна оцінка | Загальна оцінка | Загальна оцінка | Загальна оцінка |
| --------------- | --------------- | --------------- | --------------- | --------------- |
| Критик          | Оцінка          | Оцінка          | Оцінка          | Оцінка          |
| Платформи       | NS              | ПК              | PS3             | Xbox 360        |
| Metacritic      | 72/100          | 79/100          | 75/100          | 76/100          |